# مدل برنامه نویسی
مدل برنامه نویسی یک مدل اجرایی است که با یک API یا یک الگوی خاص کد همراه است . در این سبک دو مدل اجرا وجود دارد: مدل اجرایی که خود زبان برنامه نویسی استفاده میکند و دیگری مدل اجرایی که مدل برنامه نویسی ما از آن استفاده میکند. به عنوان مثال در Spark , جاوا زبان برنامه نویسی ماست و Spark مدل برنامه نویسی ما. اجرا شدن مدل برنامه نویسی به گونه ای شبیه فراخوانی کتابخانه است. مثال های دیگری نیز میتوان ارايه داد از قبیل کتابخانه POSIX Threads و MapReduce Hadoop .  در هر دو مورد، مدل اجرای مدل برنامه نویسی با زبان پایه ای که کد در آن نوشته شده است متفاوت است. به عنوان مثال، زبان برنامه نویسی C در مدل اجرای خود هیچ رفتاری برای ورودی/خروجی یا کار با رشته ندارد. اما چنین رفتاری را می توانیم با سینتکس C و با فراخوانی به ظاهر یک کتابخانه C معمولی بدست آوریم.

تفاوت یک کتابخانه معمولی با یک مدل برنامه نویسی این است که نمیتوان رفتاری که در این فراخوانی انجام میشود را از نظر زبان برنامه نویسی که با آن کار میکنیم توضیج بدهیم. مثلا، رفتار فراخوانی‌های کتابخانه POSIX Threads از نظر زبان C قابل درک نیست. چون این فراخوانی یک مدل اجرایی را فراخوانی می کند که با مدل اجرای زبان برنامه نویسی ما متفاوت است.مشخصه ای که تعیین کننده یک مدل برنامه نویسی است همین فراخوانی از یک مدل اجرای بیرونی ، بر خلاف مدل اجرای زبان برنامه نویسی، است.

در محاسبات موازی ، مدل اجرا اغلب باید ویژگی‌های خاص سخت‌افزاری که با آن کار میکند را به منظور دستیابی به عملکردی بالا استفاده کند. تفاوت های زیاد در سخت افزارهای موازی باعث ایجاد نیاز به تعداد زیادی از مدل های اجرای موازی شده است. اگر بخواهیم برای هر مدل اجرایی یک زبان برنامه نویسی ایجاد کنیم کار ما بسیار سخت میشود و این کار عملا غیرممکن است. از این رو رفتار های مدل اجرای برنامه موازی را با یک API فراخوانی میکنیم. بنابراین، بیشتر کار های برنامه نویسی از طریق استفاده از چند مدل های برنامه نویسی همزمان به جای استفاده از چند زبان انجام میشود. اصطلاحات پیرامون چنین مدل‌های برنامه‌نویسی تمایل دارند بر جزئیات سخت‌افزاری تمرکز کنند که الهام‌بخش این مدل اجرایی هستند،و در این جهان محدود، این باور غلط شکل می‌گیرد که یک مدل برنامه‌نویسی تنها برای حالتی مفید است که الگوی اجرا به طور نزدیک به ویژگی‌های سخت‌افزار مطابقت داشته باشد